# Chiclayo
Chiclayo és una ciutat de la costa nord del Perú, capital de la província de Chiclayo i del departament de Lambayeque. Va ser fundada amb el nom de Santa María de los Valles de Chiclayo. Està situada a 14 quilòmetres de la costa de l'oceà Pacífic, a 208 quilòmetres de la ciutat de Trujillo i a 773 quilòmetres de la capital del país, Lima.
És la cinquena ciutat més poblada del Perú, després de Lima, Callao, Arequipa i Trujillo; a més és la segona urbs més poblada del nord del Perú, segons xifres de l'INEI té una població estimada 609.400 habitants per a l'any 2022. Chiclayo comprèn tres districtes urbans totalment conurbats: Chiclayo, La Victoria i José Leonardo Ortiz. L'àrea metropolitana de Chiclayo és composta per dotze districtes metropolitans amb una població total de 812.548 habitants per a l'any 2020, i això la converteix en la quarta àrea metropolitana més gran del Perú, després de Lima, Arequipa i Trujillo.
Chiclayo no va ser fundada pels espanyols, però era una ciutat de pas i descans per a comerciants espanyols i estrangers que cobrien una àmplia ruta entre Zaña i Lambayeque i posteriorment potenciaria el seu creixement en ser elevada a la categoria de vila el 1827. per decret del president mariscal José de la Mar; i el 1835, durant el govern del president, coronel Felipe Santiago Salaverry li va ser conferit el títol de «Ciutat Heroica». Se la coneix també com la “Capital de l'amistat” donat al caràcter amable i amistós de la seva gent.
La ciutat va ser fundada a prop d'un antic i important lloc arqueològic que constitueix les restes d'una ciutat de l'imperi wari. Així i tot, els seus habitants tenen una forta identitat mochica, pel fet que la història de la ciutat està lligada majoritàriament a aquesta antiga i riquíssima civilització prehispànica, que ha llegat al món importants descobriments, com ara el llegendari Senyor de Sipán.